# Stazione di Bazzana
Stazione di Bazzana vasútállomás Olaszországban, Mombaruzzo településen.

## Vasútvonalak
Az állomást az alábbi vasútvonalak érintik:
- Asti–Genova-vasútvonal

## Kapcsolódó állomások
A vasútállomáshoz az alábbi állomások vannak a legközelebb:
- Stazione di Mombaruzzo (Stazione di Genova Brignole, Asti–Genova-vasútvonal)
- Stazione di Nizza Monferrato (Stazione di Asti, Asti–Genova-vasútvonal)